# Crkva sv. Marije Magdalene u Maloj Gorici
Crkva sv. Marije Magdalene u Maloj Gorici rimokatolička je crkva u naselju Mala Gorica koje je u sastavu općine Sveta Nedelja i zaštićeno kulturno dobro.

## Opis dobra
Crkva sv. Marije Magdalene smještena je na uzvisini, iznad naselja Mala Gorica. Sagrađena je sredinom 18. stoljeća na mjestu starije kapele koja se spominje u vizitacijama iz 17. stoljeća. Ima četverolisnu lađu i pravokutno svetište sa stiješnjenom apsidom. Oba su prostora presvođena češkim kapama koje nose stupovi ojačani pilastrima s naglašenom kapitelnom profilacijom. Triumfalni luk svetišta je svođen jednako kao i predulaz lađe u kojem je naknadno ugrađeno pjevalište. Bočni zidovi lađe su konveksno potisnuti tako da je postignuta četverolisna forma središnjeg prostora. Crkva sv. Marije Magdalene značajan je primjer zrelobaroknog centralnog tipa crkve četverolisnog tlocrta kojeg na ove prostore uvodi «Branjugova radionica».

## Zaštita
Pod oznakom Z-1778 zavedena je kao nepokretno kulturno dobro – pojedinačno, pravna statusa zaštićena kulturnog dobra, klasificirano kao "sakralna graditeljska baština".